# 扆虹园

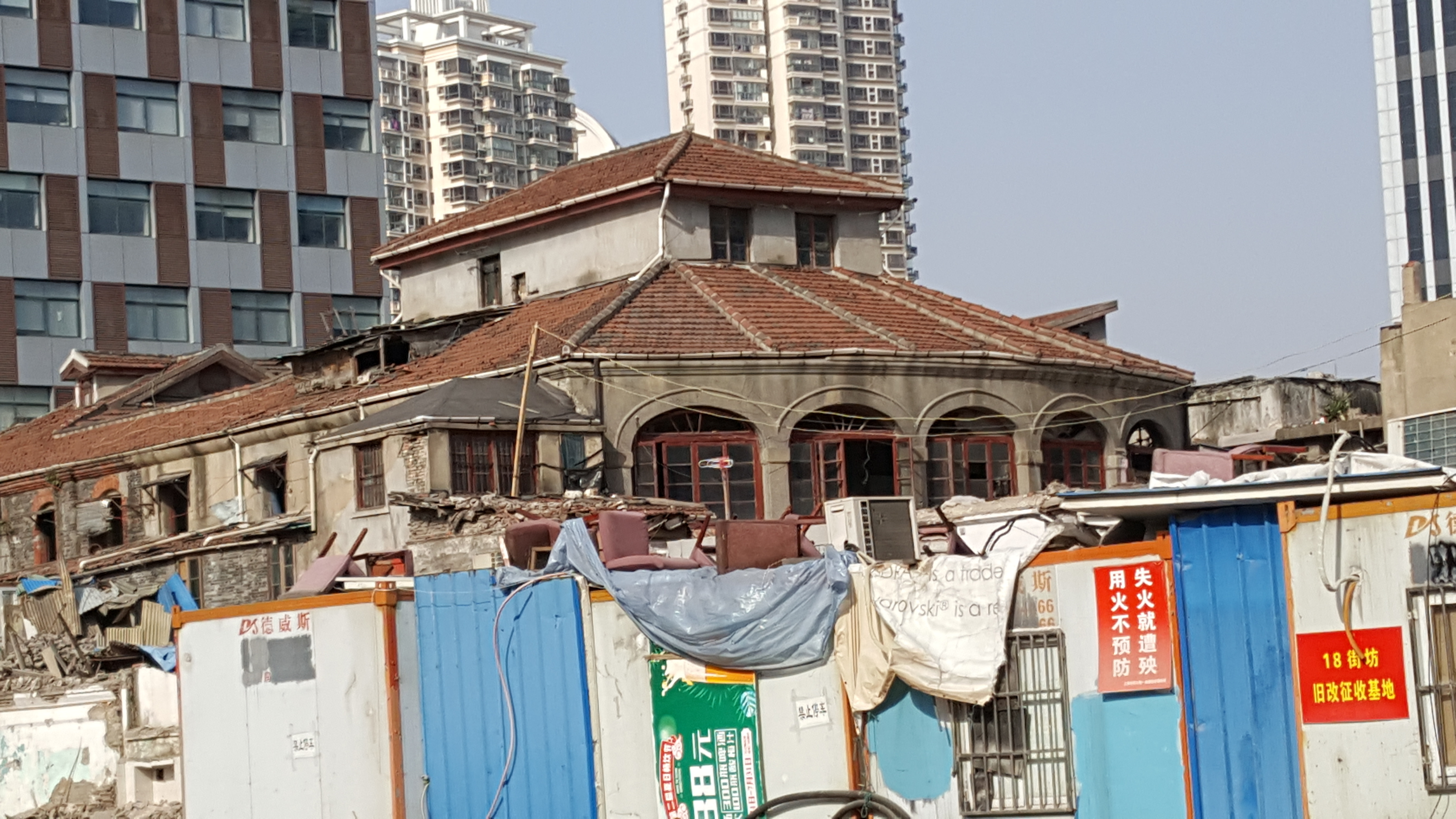
扆虹园南立面，攝於2018年2月11日

扆虹园又稱趙家花園，是位於中國上海市虹口區四川北路街道武进路近江西北路路口的歷史建築。扆虹意为屏风上的彩虹。扆虹园旁邊是一栋灰白色的两层楼建筑，即赵岐峰公像堂。

## 歷史
扆虹园由粤商赵岐峰或其儿子赵灼臣建于光绪后期，當時位於老靶子路111号。赵岐峰公像堂的建造歷史稍晚。扆虹园當時占地面积约5亩左右，為砖木石混合结构的中西合璧建筑。
1910年6月，日本东京、大阪各报记者团抵沪，日本驻上海总领事在扆虹园举行欢迎会。
1912年年初，當時在上海的广东同乡会为慶祝孫中山出任中华民国临时大总统，在扆虹园款待孫中山。1912年7月22日，孙中山再次來到扆虹园，并在中华民国铁道协会为他安排的欢迎大会上演讲。1913年4月，孙中山第三次來到扆虹园，出席中华全国铁路协会成立一周年大会。
中華民国大陸時期，许多新人租用扆虹园举办西式婚礼。有人推測唐绍仪与吴维翘的婚礼就在扆虹园举办。不過如果沒有人介绍，普通人不能前往扆虹园遊玩。此外中国的地方官员多次在扆虹园会见各国驻沪领事。
至1940年代中期，扆虹园內的水池和亭台楼阁已不见。截至1947年，扆虹园已被廢棄。當地成為印刷厂、汽车运输公司、虹口区的结核病防治所、台板配件厂以及民宅。1980年代初，印刷厂搬走。2012年6月6日，扆虹园旧址入選《上海市第三次全国文物普查不可移动文物名录》。。2010年代初，一些历史建筑爱好者根据实地勘察与史料对比，認定武进路453号-457号的建筑物就是当年的扆虹园。同济大学国家历史文化名城研究中心主任阮仪三获知此事后，于2014年8月9日将扆虹园的情况反映给了上海市虹口区规划和土地管理局局长。同年8月，上海市虹口区规划和土地管理局表示扆虹园已申报第五批上海市优秀历史建筑。扆虹园舊址內的居民陸續搬走。最終扆虹园入選第五批上海市优秀历史保护建筑。
2022年8月，上海文学馆在虹口区武进路439号开工。上海文学馆由扆虹园等3幢历史建筑及1幢新建筑共同组成。2024年11月25日，巴金图书馆在武进路455号的扆虹园舊址開放。巴金图书馆也是上海文学馆的一部分。2025年，上海文学馆對外開放。